# Marian Kawski (wokalista)
Marian Kawski (ur. 29 maja 1942, zm. 26 kwietnia 2021 w Sanoku) – polski wokalista.

## Życiorys
Był synem sanockich farmaceutów Stanisława Kawskiego (1913-1996) i Zuzanny z domu Węcławik (1915-1998) oraz wnukiem Mariana Kawskiego i siostrzeńcem Stanisława Węcławika. Miał brata Wojciecha i siostrę Teresę (po mężu Bernacka). Wychowywał się w rodzinie o pasjach muzycznych (jego dziadek był założycielem Towarzystwa Muzyczno-Dramatycznego „Gamba”, grał na cytrze i wiolonczeli, a ojciec na skrzypcach, trąbce i harmonijce ustnej). W młodości podjął naukę śpiewu, do czego zachęciła go Olga Didur-Wiktorowa (córka pochodzącego spod Sanoka Adam Didura, nazywanego „basem wszech czasów”), która dostrzegła jego głos o barwie basu i talent oraz udzielała mu lekcji w tym zakresie. Prócz tego uczęszczał na lekcje gry na fortepianie u Wandy Kossakowej.
W 1960 zdał egzamin dojrzałości w Liceum Ogólnokształcącym Męskim w Sanoku. Po maturze podjął studia prawa na Wydziale Prawa i Administracji Uniwersytetu Jagiellońskiego.
Został zwycięzcą zorganizowanego w dniach 23-25 listopada 1962 roku I Ogólnopolskiego Studenckiego Konkursu Piosenkarzy, wykonując piosenkę „Pęk pawich piór”, zdobywając I nagrodę i odnosząc triumf ex aequo z Edwardem Lubaszenko (na drugim miejscu została sklasyfikowana Ewa Demarczyk; była to pierwsza edycja Studenckiego Festiwalu Piosenki). Z uwagi na prestiż konkursu po jego wygraniu był zapraszany do udziału w koncertach (zarówno muzyki estradowej jak i poważnej), nagraniach, audycjach. W 1962 wystąpił podczas obchodów 800-lecia miasta Sanoka. Przerwał studia i za sprawą agencji koncertowej Pagart przystąpił do Studia Piosenki „Pod gwiazdami”, będącego ośrodkiem szkolenia wokalistów (1963). W 1964 otrzymał tytuł zawodowy „aktora estradowego” w najwyższej kategorii „S”. Wobec obowiązku wypełnienia obowiązku zasadniczej służby wojskowej został członkiem reprezentacyjnego zespołu Dowództwa Wojsk Lotniczych, z którym odbywał koncerty. 
W 1964 wziął udział w Międzynarodowym Festiwalu Piosenki w Sopocie, wykonując utwór „Spóźniony zmierzch”, z którą zajął siódme miejsce. Występował na estradach polskich i zagranicznych w towarzystwie m.in. Igi Cembrzyńskiej, Marii Koterbskiej, Ireny Santor, Danuty Rinn, Violetty Villas, Fryderyki Elkany, Józefa Wiłkomirskiego, Jerzego Waldorffa, Ewy Demarczyk, Anny Dembowskiej, Bogumiła Koprowskiego oraz przy akompaniamencie Ryszarda Rynkowskiego (jako pianista) i Skaldów. Po 1968 wyjechał na stypendium do Paryża, gdzie także występował, po czym wyjechał do Brukseli. Po powrocie do Polski występował na Festiwalu w Opolu (edycji V w 1967 w koncercie Premier wykonał piosenkę „Malowani szli na wojenkę”), na Festiwal Piosenki Rosyjskiej w Zielonej Górze (w edycjach XI w 1975 i XI w 1976), w NRD (na Festiwalu Piosenki Krajów Nadbałtyckich w Rostocku, w Dreźnie), wiele razy w ZSRR. Występował w zorganizowanym w 1974 przez Mariana Jonkajtysa warszawskim Teatrze Muzycznym „Na Targówku”. Równolegle nadal wyjeżdżał na występy zagraniczne: 1979 odbył tournée po Stanach Zjednoczonych wraz z Anną German, potem w Mongolii, znowu w ZSRR (Syberia). Nakładem wytwórni Polskie Nagrania został wydany minialbum Mariana Kawskiego na płycie winylowej 7’’ zatytułowany Skąd Się Bierze Miłość (SN 0747).
Po ponownej ofercie impresario z Libanu zaakceptował warunki kontraktu na występy w  krajach Bliskiego Wschodu. Od 1982 koncertował w tamtejszych krajach (Liban, Kuwejt, Oman, Jordania, Zjednoczone Emiraty Arabskie, Syria, Irak). Łącznie spędził tam kilkanaście lat.

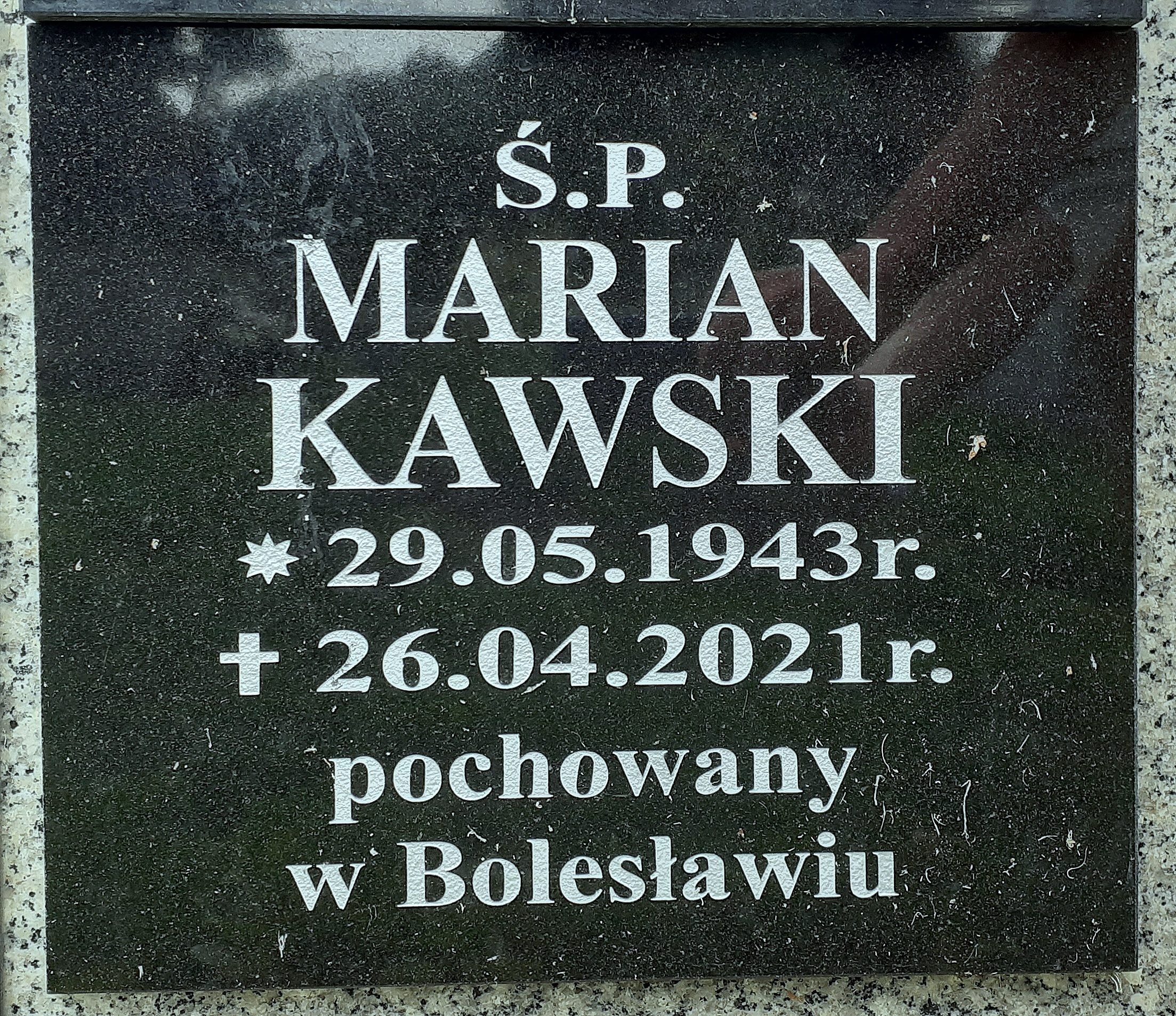
Tabliczka upamiętniająca Mariana Kawskiego na grobowcu jego rodziców w Sanoku

Poślubił Elżbietę Kowalewską, tancerkę baletową, operową i operetkową, występującą także w Kabarecie Olgi Lipińskiej. Osiadł w Sanoku. Zamieszkiwał na sanockiej Okołowiczówce. Wystąpił podczas koncertu Sanoczanie dla Sanoczan w trakcie Światowego Zjazdu Sanoczan 21 czerwca 2014, gdzie zaśpiewał przy akompaniamencie zespołu My Bike Damiana Kurasza.
Zmarł 26 kwietnia 2021 w Sanoku w wieku 78 lat, a 30 kwietnia 2021 urna z jego prochami została pochowana na Cmentarzu Centralnym w Sanoku. Później prochy przeniesiony do Bolesławia, a tabliczkę upamiętniającą Mariana Kawskiego ustanowiono na grobowcu jego rodziców na Cmentarzu Centralnym w Sanoku.